# Domenico Ginnasi
Domenico Ginnasi (Castel Bolognese, 19 giugno 1551 – Roma, 12 marzo 1639) è stato un cardinale e arcivescovo cattolico italiano.

## Famiglia
Nacque a Castel Bolognese il 19 giugno 1551, terzo di sette figli, dal conte Francesco, archiatra pontificio, e da Caterina Pallantieri. Suo fratello minore era Achille Ginnasi (1553-1594), protonotario apostolico, nominato nel 1593 governatore del Contado Venassino da Clemente VIII.

## Biografia
Domenico Ginnasi fu eletto arcivescovo di Manfredonia nel concistoro del 14 gennaio 1587 tenuto in San Pietro in Vaticano da papa Sisto V.
Precedentemente, alla fine del 1585 o inizi del 1586, lo stesso pontefice lo aveva nominato governatore della Campagna, ossia del territorio corrispondente più o meno all'attuale provincia di Frosinone, allora infestato dai briganti. A Manfredonia fondò nel 1592 il monastero di Santa Chiara e istituì il seminario arcivescovile, nel 1598 il Monte di Pietà, senza tralasciare di far abbellire la cattedrale.
Rassegnò le dimissioni il 5 novembre 1607 a favore del nipote Annibale Serughi Ginnasi. Fu nunzio apostolico in Spagna. Al suo ritorno in Italia, dopo la morte del fratello minore Achille, governatore del Contado Venassino, fece erigere il monumento funebre in suo onore nella cattedrale di Carpentras allora capitale dell'enclave pontificia in Provenza.
Papa Clemente VIII lo elevò al rango di cardinale nel concistoro del 9 giugno 1604. Fu lui a portare l'eucaristia a Camillo de Lellis il 2 luglio 1614. Nel 1630 fece ricostruire la chiesa medievale di Santa Lucia alle Botteghe Oscure dove sarà anche sepolto. Morì a Roma il 12 marzo 1639 all'età di 87 anni in seguito a un violento attacco di gotta.

## Genealogia episcopale e successione apostolica
La genealogia episcopale è:
- Cardinale Scipione Rebiba
- Cardinale Giulio Antonio Santori
- Cardinale Enrico Caetani
- Cardinale Decio Azzolino seniore
- Cardinale Domenico Ginnasi

La successione apostolica è:
- Vescovo Juan Velázquez de las Cuevas, O.P. (1596)
- Vescovo Carlos Muñoz Serrano (1596)
- Vescovo Juan Ramírez de Arellano, O.P. (1600)
- Vescovo Juan Pérez de Espinosa, O.F.M.Obs. (1600)
- Vescovo Mateo Burgos Moraleja, O.F.M. (1601)
- Vescovo Domingo Pedro de Oña, O. de M. (1601)
- Arcivescovo Luis Fernández de Córdoba (1603)
- Vescovo Gerolamo Mezzamico (1608)
- Vescovo Simoni Jeçi (1620)
- Vescovo Francesco Saluzzo (1622)
- Vescovo Nicola Maria Madaffari (1622)
- Arcivescovo Girolamo Costanzo (1623)